# Ассаяс, Оливье
Оливье́ Ассая́с (фр. Olivier Assayas; род. 25 января 1955, Париж, Франция) — французский кинорежиссёр, сценарист, кинооператор и кинокритик.

## Биография
Сын французского режиссёра и сценариста Жака Реми. Мать венгерского происхождения. 
Ассаяс начал свою карьеру в киноиндустрии, помогая отцу снимать его телешоу. В 1979 году Ассаяс, вдохновлённый движением пост-панка, снял свой первый короткометражный фильм «Авторское право». С 1980 по 1985 годы писал для журнала Cahiers du cinéma, снял несколько короткометражных фильмов и работал с Андре Тешине над сценариями к фильмам «Свидание» и «Место преступления». В 1986 году снял свой первый полнометражный фильм «Беспорядок». В 1994 году его фильм «Холодная вода» был показан в программе Особый взгляд Каннского кинофестиваля.
В 1998 году женился на гонконгской киноактрисе Мэгги Чун. В 2001 году они развелись.
Участник альманахов «Париж, я люблю тебя» и «У каждого своё кино».
Работает с операторами Дени Ленуаром и Эриком Готье.

## Фильмография
- «Ван Гог»

| Год  |   | Русское название               | Оригинальное название       | Роль                |
| ---- | - | ------------------------------ | --------------------------- | ------------------- |
| 1979 | ф | Авторское право                | Copyright                   | режиссёр            |
| 1985 | ф | Свидание                       | Rendez-vous                 | сценарист           |
| 1986 | ф | Беспорядок                     | Désordre                    | режиссёр, сценарист |
| 1986 | ф | Место преступления             | Le lieu du crime            | сценарист           |
| 1989 | ф | Зимний ребёнок                 | L'Enfant de l'hiver         | режиссёр, сценарист |
| 1991 | ф | Париж пробуждается             | Paris s'éveille             | режиссёр, сценарист |
| 1993 | ф |                                | Une nouvelle vie            | режиссёр, сценарист |
| 1994 | ф | Холодная вода                  | L'Eau froide                | режиссёр, сценарист |
| 1996 | ф | Ирма Веп                       | Irma Vep                    | режиссёр, сценарист |
| 1998 | ф | Конец августа, начало сентября | Fin août, début septembre   | режиссёр, сценарист |
| 2000 | ф | Сентиментальные судьбы         | Les Destinées sentimentales | режиссёр, сценарист |
| 2002 | ф | Демон-любовник                 | Demonlover                  | режиссёр, сценарист |
| 2004 | ф | Очищение                       | Clean                       | режиссёр, сценарист |
| 2006 | ф | Париж, я люблю тебя            | Paris, je t’aime            | режиссёр, оператор  |
| 2006 | ф |                                | Noise                       | режиссёр, оператор  |
| 2007 | ф | Выход на посадку               | Boarding Gate               | режиссёр, сценарист |
| 2008 | ф | У каждого своё кино            | Chacun son cinéma           | режиссёр, оператор  |
| 2008 | ф | Летнее время                   | L'Heure d'été               | режиссёр, сценарист |
| 2009 | ф | Карлос (трёхсерийный фильм)    | Carlos the Jackal           | режиссёр, сценарист |
| 2010 | ф |                                | Les temps de venir          | сценарист           |
| 2012 | ф | Что-то в воздухе               | Après mai                   | режиссёр, сценарист |
| 2014 | ф | Зильс-Мария                    | Clouds of Sils Maria        | режиссёр, сценарист |
| 2016 | ф | Персональный покупатель        | Personal Shopper            | режиссёр, сценарист |
| 2018 | ф | Двойная жизнь                  | Doubles vies                | режиссёр, сценарист |
| 2019 | ф | Афера в Майами                 | Wasp Network                | режиссёр, сценарист |
| 2022 | с | Ирма Веп                       | Irma Vep                    | режиссёр, сценарист |
| 2024 | ф | Вне времени                    | Hors du temps               | режиссёр, сценарист |

## Документальные фильмы
- 2016 — Кино нашего времени: Мир Оливье Ассаяса / Cinema, de notre temps: Aware, Anywhere — Olivier Assayas (реж. Бенуа Бурро / Benoît Bourreau)